# 木売落

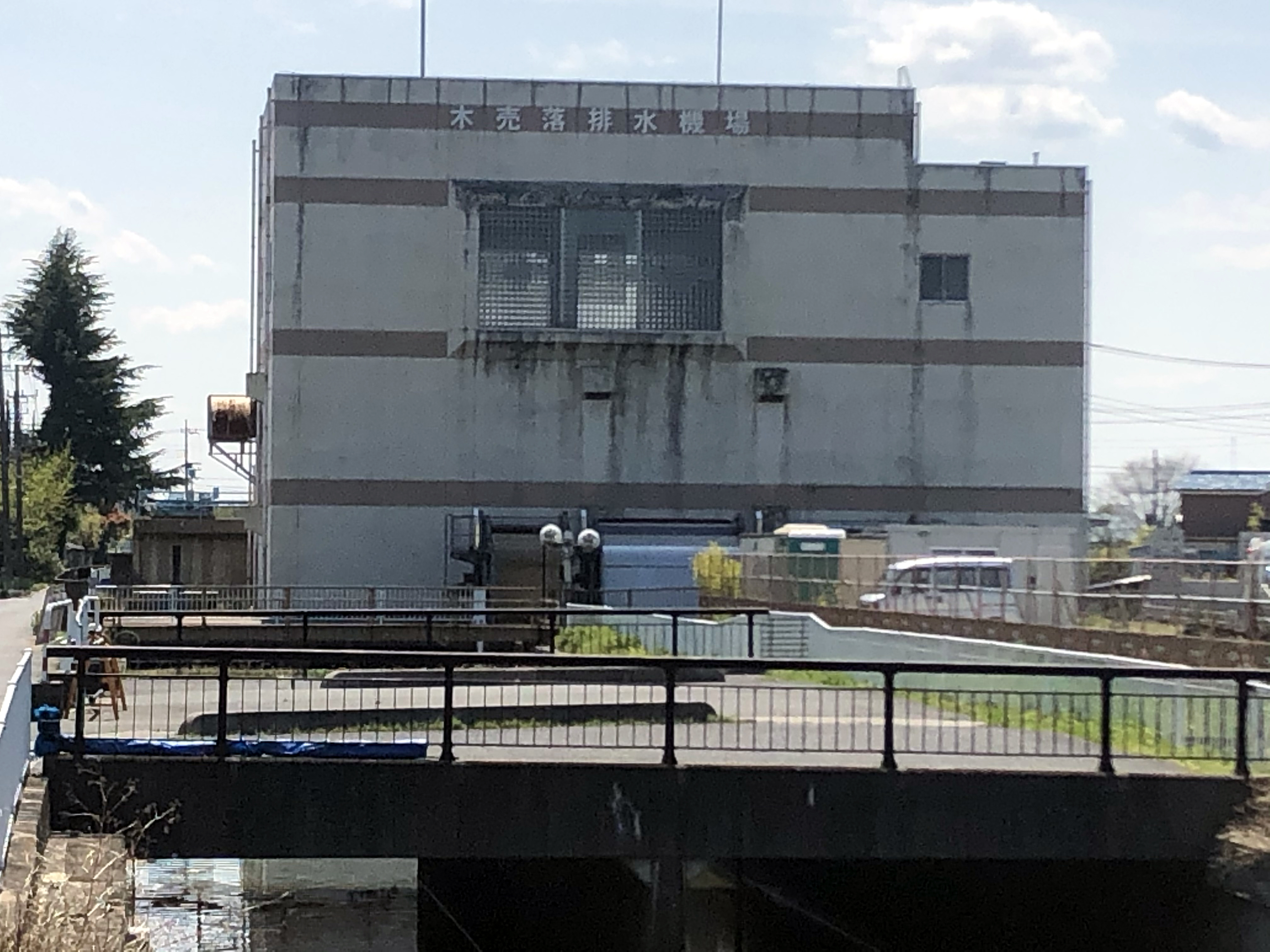
木売落排水機場

木売落（きうりおとし）は、埼玉県吉川市を流れる農業排水路である。木売落悪水路（きうりおとしあくすいろ）とも呼ばれている。

## 概要
木売落は、吉川市大字上内川地域の農業排水を源とし（起点は大字上内川、吉川市民農園の北付近）、他の農業排水を集め川幅を広げながら、大字川藤にて二郷半領用水路を伏越し、木売落排水機場で中川に排水される河川である。
また、二郷半領用水路から中川までの400mの区間は、1934年（昭和9年）に新たに開削された水路であり、伏越から武蔵野線吉川駅付近まで、二郷半領用水路沿いに旧流路が残されている。

## 開削区間
木売落の新規開削については、木売落排水機場にその経緯が碑文として残されている。
以下はその全文である。

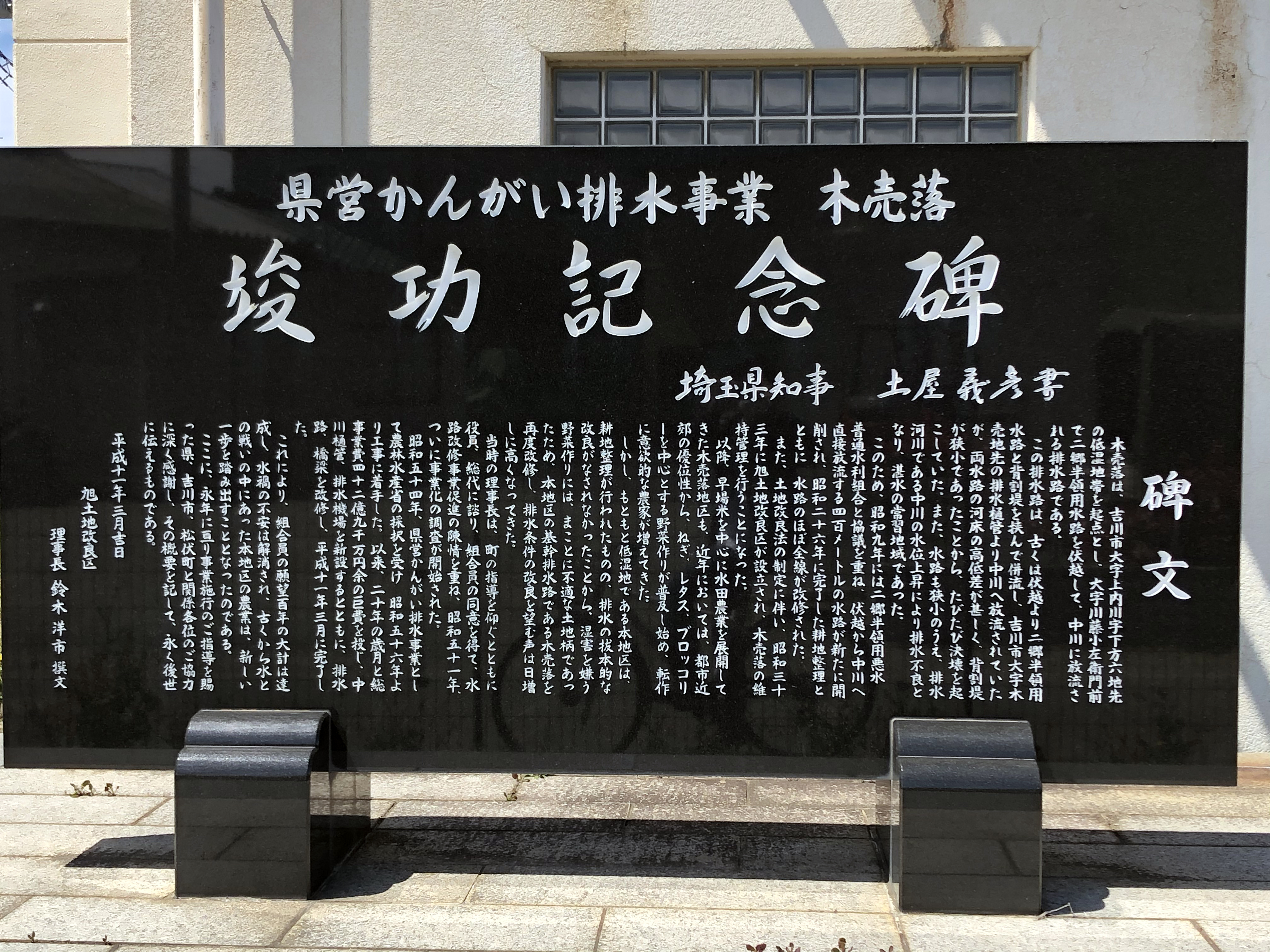
木売落排水機場の碑文

木売落は、吉川市大字上内川字下方六地先の低湿地帯を起点とし、大字川藤小左衛門前で二郷半領用水路を伏越して、中川に放流される排水路である。
この排水路は、古くは伏越より二郷半領用水路と背割堤を挟んで併流し、吉川市大字木売地先の排水樋管より中川に放流されていたが、両水路の河床の高低差が甚しく、背割堤が狭小であったことから、たびたび決壊を起こしていた。また、水路も狭小のうえ、排水河川である中川の水位上昇により排水不良となり、湛水の常習地域であった。
このため、昭和九年には二郷半領用悪水普通水利組合と協議を重ね、伏越から中川へ直接放流する四百メートルの水路が新たに開削され、昭和二十六年に完了した耕地整理とともに、水路のほぼ全線が改修された。
また、土地改良法の制定に伴い、昭和三十三年に旭土地改良区が設立され、木売落の維持管理を行うことになった。
以降、早場米を中心に水田農業を展開してきた木売落地区も、近年においては都市近郊の優位性から、ネギ、レタス、ブロッコリーを中心とする野菜作りが普及し始め、転作に意欲的な農家が増えてきた。
しかし、もともと低湿地である本地区は、耕作整理が行われたものの、排水の抜本的な改良がなされなかったことから、湿害を嫌う野菜作りには、まことに不適な土地柄であったため、本地区の基幹排水路である木売落を再度改修し、排水条件の改良を望む声は日増しに高くなってきた。
当時の理事長は、町の指導を仰ぐとともに役員、総代に諮り、組合員の同意を得て、水路改修事業の促進の陳情を重ね、昭和五十一年、ついに事業化の調査が開始された。
昭和五十四年、県営かんがい排水事業として農林水産省の採択を受け、昭和五十六年より工事に着手した。
以来、二十年の歳月と総事業費四十二億九千万円余りの巨費を投じ、中川樋管、排水機場を新設するとともに、排水路、橋梁を改修し、平成十一年三月に完了した。
これにより、組合員の願望百年の大計は達成し、水禍の不安は解消され、古くから水との戦いがあった本地区の農業は、新しい一歩を踏み出すこととなったのである。
ここに、永年に亘り事業施工の指導を賜った県、吉川市、松伏町と関係各位のご協力に深く感謝し、その概要を記して、永く後世に伝えるものである。
平成十一年三月吉日

## 旧流路
大字川藤の伏越から切り離された旧流路は、二郷半領用水路と併流する形で現在も残されており、大字川藤から大字木売のJAさいかつ吉川支店付近まで辿ることが出来る。この区間は、現在でも周辺地域の農業排水や雨水の排水路として利用されており、大字木売から先は暗渠となり、吉川市共保雨水ポンプ場及び下河岸雨水ポンプ場にて中川へ排水されている。
暗渠化される前の流路は、暗渠化地点から南西方向へ直線的に流れ、現在の東京都道・埼玉県道67号葛飾吉川松伏線吉川駅南口交差点付近で、中川と木売落が県道を挟む形で併流し、新中川水道橋付近で中川に合流していた。
吉川駅周辺は豪雨に見舞われると、たびたび冠水を引き起こす。吉川市では対策として、木売落旧流路に貯水槽を設置し、一時貯水を行う計画を立てている。

## 橋梁
上流から
- 沼橋
- 沼向橋
- 小沼橋
- 八屋橋
- 下小沼橋
- にたわり橋
- もえもぎり橋
- 榮橋
- 新栄橋（埼玉県道378号中井松伏線）
- 前後新田橋
- 地蔵橋
- （さくら通り）
- 川田橋
- （東京都道・埼玉県道67号葛飾吉川松伏線）

旧流路
- 前新田橋（埼玉県道・千葉県道326号川藤野田線）
- 川野橋
- 川富橋
- 関橋
- 香取橋
- 下手橋
- さくら橋
- 新道橋（埼玉県道377号加藤平沼線）
- 一之橋（埼玉県道・千葉県道52号越谷流山線）